# ORP Dzik (1942)
ORP Dzik (P.52) – polski okręt podwodny z okresu II wojny światowej. Należał do brytyjskiego typu U, został przejęty przez Marynarkę Wojenną 12 grudnia 1942 roku. Pod biało-czerwoną banderą służył przede wszystkim na Morzu Śródziemnym. „Dzik” i drugi polski okręt, „Sokół”, określane były jako „straszne bliźniaki” (ang.: Terrible Twins). Na zweryfikowanej liście jego sukcesów figuruje pięć zatopionych statków o łącznym tonażu ok. 8650 BRT, trzy zatopione promy desantowe oraz jeden uszkodzony statek przeciwnika. Po zakończeniu wojny został zwrócony Royal Navy, a następnie przekazany marynarce duńskiej, początkowo pod nazwą U1, a następnie „Springeren”. W październiku 1957 roku ostatecznie powrócił do Royal Navy i w kwietniu 1958 roku został zezłomowany.

## Budowa i przejęcie okrętu przez Marynarkę Wojenną
Po zatopieniu 2 maja 1942 roku okrętu podwodnego „Jastrząb” w wyniku omyłkowego ostrzału przez jednostki sojusznicze na północnym Atlantyku, polska Marynarka Wojenna dysponowała tylko jednym okrętem podwodnym, „Sokołem” (drugi, „Wilk”, okazał się niezdolny do służby liniowej i przesunięty został do rezerwy). W związku z tym zapadła decyzja, by na podstawie umowy z dnia 18 listopada 1939 roku w sprawie współpracy między polską i brytyjską marynarką wojenną oraz dodatkowego tajnego protokołu z dnia 3 grudnia 1940 roku wydzierżawić Polakom jeden z nowo budowanych okrętów typu U, niemal bliźniaczy dla „Sokoła”. Jego załogę w większości stanowić mieli marynarze zatopionego „Jastrzębia”.
Przydzielono Polskiej Marynarce, kolejny okręt typu U (budowa nr 31326) którego budowę rozpoczęto 30 grudnia 1941 roku w stoczni koncernu Vickers-Armstrongs w Barrow-in-Furness. Wodowanie okrętu odbyło się 11 października 1942 roku, a matką chrzestną jednostki, której nadano, po raz pierwszy w historii polskiej Marynarki Wojennej, nazwę „Dzik”, była pani Achton, żona pracownika stoczni. Okręt został wcielony do służby 12 grudnia 1942 roku, z numerem taktycznym P-52, a jego pierwszym dowódcą został były dowódca „Jastrzębia”, kapitan marynarki Bolesław Romanowski.

## Charakterystyka taktyczno-techniczna
„Dzik” był jednym z 34 zbudowanych okrętów trzeciej grupy typu U, których budowę rozpoczęto w latach 1940–1941. Były to proste w konstrukcji, niewielkie jednokadłubowe okręty podwodne, przeznaczone do działań na morzach okalających Wielką Brytanię. W czasie II wojny światowej znaczna część okrętów typu U działała na Morzu Śródziemnym.
Miał nitowany kadłub o całkowitej długości 60 m i szerokości 4,9 m oraz wyporności na powierzchni 545 ton angielskich (ts), zaś w zanurzeniu 745 ts. W porównaniu z jednostkami pierwszej i drugiej grupy zwiększyła się długość kadłuba, co miało poprawić charakterystykę opływu i zmniejszyć hałas wywoływany pracą śrub. Konstrukcyjna dopuszczalna głębokość zanurzenia wynosiła 60 m. Napęd stanowiły dwa silniki elektryczne General Electric o łącznej mocy 825 shp, zasilane w energię elektryczną przez 2 generatory elektryczne Diesla Davey-Paxman o łącznej mocy 615 shp lub z baterii akumulatorów (w zanurzeniu), poruszające dwa wały napędowe z trójłopatowymi śrubami. Prędkość maksymalna wynosiła 11,75 węzła na powierzchni i 9 węzłów w zanurzeniu. Zapas paliwa do silników wysokoprężnych wynosił 38 ton, co zapewniało zasięg 3800 mil morskich przy prędkości 10 węzłów.
Główne uzbrojenie okrętu stanowiły cztery wyrzutnie torpedowe kal. 533 mm, umieszczone w przedziale dziobowym, z ośmioma torpedami: czterema w wyrzutniach i czterema zapasowymi. Uzbrojenie artyleryjskie składało się z działa kal. 76 mm na pokładzie przed kioskiem oraz dwóch lub trzech karabinów maszynowych Lewis kal. 7,7 mm montowanych na podstawach w kiosku, z możliwością zdejmowania. Na wyposażenie nawigacyjne składały się dwa peryskopy: wachtowy i bojowy, żyrokompas, ASDIC, hydrofony oraz radiostacja.
Załoga składała się z 3-4 oficerów oraz 33 podoficerów i marynarzy. Stan zapasów oraz warunki panujące na okręcie limitowały czas trwania patrolu do 12 dni, jednak w warunkach bojowych czas ten był niejednokrotnie wydłużany.
Największymi słabościami okrętu – jak wszystkich brytyjskich jednostek typu U – były bardzo mała prędkość nawodna, całkowicie nie przystająca do wymagań i standardów II wojny światowej, oraz brak kalkulatora torpedowego zdolnego do indywidualnego programowania torped. Uniemożliwiało to niezależne celowanie torpedami, co w efekcie powodowało konieczność celowania całym okrętem i wszystkimi torpedami do jednego celu, co daleko odbiegało od ówczesnych standardów niemieckich, amerykańskich, a nawet japońskich okrętów podwodnych, i znacząco obniżało sprawność bojową okrętu.

## Działalność operacyjna
Po zakończeniu prób odbiorczych „Dzik” przeszedł do Holy Loch, gdzie na czas ćwiczeń został wcielony do 2. Flotylli Okrętów Podwodnych (ang.: 2nd Submarine Flotilla). Podczas pływań treningowych zdarzył się wypadek: okręt zaplątał się w sieci przeciw okrętom podwodnym, zagradzające wejście do portu. Do uruchomienia zablokowanych przez stalowe liny śrub niezbędna była pomoc nurka.
Pierwszy patrol bojowy, u wybrzeży Norwegii, rozpoczął się 30 stycznia 1943 roku i nie przyniósł kontaktu z nieprzyjacielem. Następnie po zapadnięciu decyzji o skierowaniu okrętu na Morze Śródziemne, „Dzik” przeszedł do Dundee, gdzie został przystosowany do pływania w warunkach śródziemnomorskich. Wypłynął z Dundee 7 marca 1943 roku, kierując się przez Portsmouth do Gibraltaru. Tam brał udział w ćwiczeniach z okrętami eskortowymi oraz odbył patrol bojowy w Zatoce Lwiej. Ostatecznie „Dzik” dotarł na Maltę 5 maja 1943 roku, wchodząc, obok bliźniaczego „Sokoła”, w skład bazującej tam 10. Flotylli Okrętów Podwodnych.
W swoim pierwszym patrolu w ramach 10. Flotylli „Dzik” zaatakował rankiem 24 maja 1943 roku w rejonie przylądka Spartivento czterema torpedami włoski zbiornikowiec „Carnaro”, płynący w asyście dwóch eskortowców Regia Marina z Augusty na Sycylii do Mesyny. Dwie z torped osiągnęły cel, wzniecając pożar na tankowcu, który poważnie uszkodzony został odholowany do Mesyny. Po prowizorycznej naprawie statek przeholowano do Neapolu na remont, jednak nie został on ponownie wcielony do służby przed kapitulacją Włoch.
W kolejnym rejsie bojowym, w dniach od 8 do 22 czerwca 1943 roku „Dzik” wykonał dwa ataki u wybrzeży Sycylii. Najpierw, 17 czerwca na Morzu Tyrreńskim, wystrzelił trzy niecelne torpedy do starego włoskiego trałowca „Vieste”, zaś wieczorem tego samego dnia wystrzelił kolejne trzy torpedy do włoskiego transportowca płynącego w eskorcie torpedowca „Orione”. Kapitan Romanowski raportował tym razem trafienie celu, ale nie znajduje to potwierdzenia w udostępnionych po wojnie danych strony włoskiej.
Kolejnym zadaniem „Dzika” było patrolowanie w dniach od 2 do 19 lipca 1943 roku akwenu wokół Tarentu w ramach zabezpieczania desantu na Sycylię. W ostatnim dniu patrolu, w drodze powrotnej na Maltę, polski okręt wystrzelił cztery torpedy do będącego w zanurzeniu włoskiego okrętu podwodnego „Ascianghi”, przygotowującego się do ataku na bliźniaka „Dzika”, brytyjski „Unshaken”. Włoski okręt uniknął torped, ale zmuszony był jednocześnie przerwać własny atak. W niektórych źródłach można znaleźć informację, że tego dnia polski okręt omyłkowo zaatakował właśnie sojuszniczy okręt podwodny.
W sierpniu 1943 roku „Dzik” patrolował Adriatyk w rejonie Bari. Wieczorem 15 sierpnia wykrył konwój składający się z dwóch statków z silną eskortą. Kpt. Romanowski wystrzelił po dwie torpedy do każdego z celów. Obie wystrzelone do transportowca wojska „Cittá di Spezia” chybiły, jednak drugi statek, frachtowiec „Goggiam”, został ciężko uszkodzony i osadzony przez własną załogę na mieliźnie nie powrócił już do służby. Wracając z patrolu 19 sierpnia polski okręt wystrzelił niecelne torpedy do niezidentyfikowanego, płynącego w zanurzeniu okrętu podwodnego.
Na kolejny patrol „Dzik” wypłynął 15 września 1943 roku na Morze Liguryjskie w okolice Korsyki. Ponieważ Niemcy rozpoczęli właśnie ewakuację swojego garnizonu z wyspy, okrętom podwodnym 10. Flotylli wyznaczono zadanie blokady tras transportowych. 21 września, wykorzystując jednoczesny nalot samolotów alianckich na Bastię, kpt. Romanowski wszedł na redę portu i zaatakował dwa transportowce, przyjmujące na pokład żołnierzy niemieckich. Jeden z nich, dawny grecki „Nikolaus”, został trafiony i zatonął, blokując jednocześnie wyjście z portu w Bastii. Niektóre źródła przypisują polskiemu okrętowi również zatopienie drugiego frachtowca „San Pedro” i małego statku (określanego również jako holownik) „Kraft”, ale nie znajduje to potwierdzenia w badaniach wykorzystujących dostęp do archiwów niemieckich. Według nich „Kraft” został zatopiony następnego dnia przez lotnictwo alianckie. Po wykonaniu ataku „Dzik” uniknął kontrakcji ścigaczy okrętów podwodnych i pozostał w rejonie Bastii, oczekując kolejnej okazji do zadania strat przeciwnikowi. 22 września kapitan Romanowski zaatakował opuszczającą port kolumnę promów desantowych, zatapiając trzema kolejnymi torpedami trzy z biorących udział w ewakuacji jednostek.
Ponieważ po kapitulacji Włoch zabrakło w centralnej części Morza Śródziemnego godnych uwagi celów dla działających z Malty okrętów podwodnych 10. Flotylli, zdecydowano o przeniesieniu obydwu polskich jednostek: „Dzika” i „Sokoła” w skład 1. Flotylli Okrętów Podwodnych operującej z Bejrutu. Miały stamtąd paraliżować ruch niemieckich jednostek (oraz greckich pozostających w służbie niemieckiej) na Morzu Egejskim. „Dzik” wypłynął z Malty 11 października, a pierwszy patrol po przebazowaniu rozpoczął 6 listopada 1943 roku. W rejsie z Malty i patrolu, w związku z pobytem kapitana Romanowskiego w szpitalu, obowiązki dowódcy okrętu pełnił dotychczasowy zastępca, porucznik Andrzej Kłopotowski. 17 listopada na Morzu Egejskim niedaleko Peloponezu polski okręt zatrzymał i zatopił ogniem artyleryjskim niewielki grecki szkuner „Agios Andreas”, biorąc na pokład jego trzyosobową załogę. Dwóch Greków zostało następnie przekazanych na inną zatrzymaną jednostkę, „Agios Nikolaos”. Tym razem Polacy nie zdecydowali się na zatopienie statku, ponieważ wśród osób na pokładzie znajdowały się kobiety i dzieci. Zostało to później negatywnie ocenione przez brytyjskich dowódców. Po powrocie do Bejrutu, 2 grudnia 1943 roku okręt był wizytowany przez Naczelnego Wodza, generała Kazimierza Sosnkowskiego.

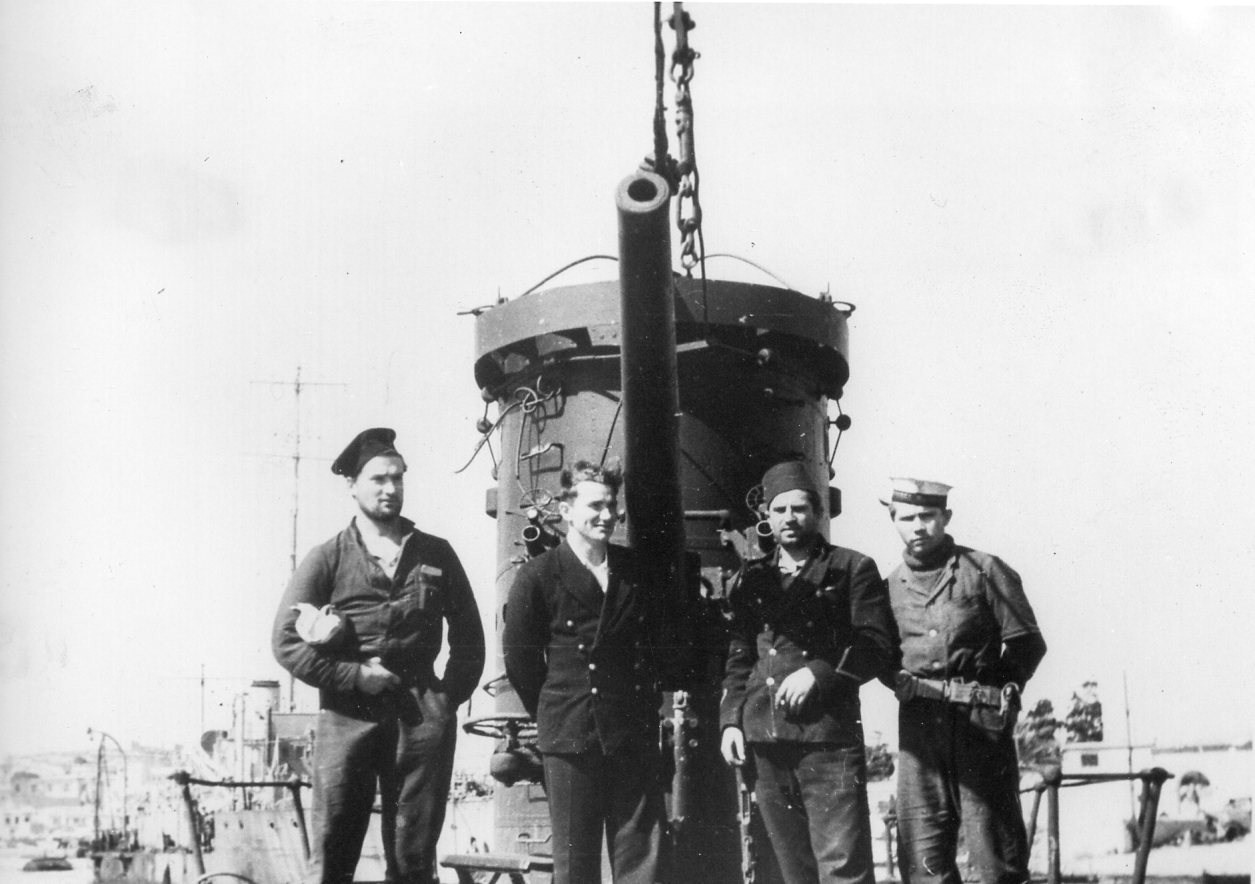
Na pokładzie „Dzika” w lutym 1944 w Port Saidzie

W drugim swoim rejsie z Bejrutu, znów pod dowództwem kapitana Romanowskiego, 7 stycznia 1944 roku polski okręt zaatakował nieskutecznie czterema torpedami płynący pod banderą turecką parowiec „Tirhan” (przez wcześniejsze źródła identyfikowany często jako niemiecki tankowiec „Brunhilde”), a następnego dnia około północy ogniem z działa pokładowego zmusił do zastopowania grecki szkuner „Eleni”, przewożący niemieckich żołnierzy i ładunek bydła na wyspę Chios. Po spenetrowaniu przez oddział abordażowy (zabrano kilka sztuk niemieckiej broni i sporo żywności) został on następnie wysadzony w powietrze. 9 stycznia ostrzelano, a następnie wysadzono w powietrze w okolicy wyspy Lemnos kolejny mały grecki kuter „Agia Markella”. Po zakończeniu patrolu „Dzik” przeszedł do Port Saidu, gdzie dokonano naprawy uszkodzonej pokrywy wyrzutni torpedowej. 2 lutego okręt wypłynął na Maltę, gdzie dotarł 3 marca 1944 roku, by 11 marca udać się w rejs przez Gibraltar do Wielkiej Brytanii, kończąc w ten sposób swoją kampanię śródziemnomorską.

Bandera „Jolly Roger” podnoszona na ORP „Dzik” podczas powrotu z zakończonego sukcesem patrolu. Paski białe symbolizują zatopione jednostki handlowe wroga, paski czerwone – zatopione okręty wojenne wroga. Gwiazdy symbolizują pojedynki artyleryjskie, skrzyżowane miecze – przeprowadzone abordaże. Stylizowany pies rasy husky – udział w operacji „Husky” (inwazja na Sycylię). Rekonstrukcja na podstawie zdjęć ze zbiorów Mateusza Prociaka i Muzeum Marynarki Wojennej.

Działania obu polskich okrętów podwodnych na Morzu Śródziemnym przyniosły im przydomek „straszne bliźniaki” (ang. Terrible Twins). Przypisywano im zatopienie 38 statków i okrętów o łącznej pojemności około 100 tys. ton. Po zweryfikowaniu listy sukcesów obu jednostek, przy dostępie do otwartych archiwów włoskich i niemieckich, wiadomo, że część osiągnięć była im przypisana na wyrost, na podstawie zawyżonych raportów bojowych dowódców i doniesień wywiadowczych. „Dzik” i „Sokół”, poza bezpośrednim atakowaniem statków i okrętów przeciwnika, brały udział w blokadach portów, zabezpieczaniu własnych tras komunikacyjnych i stwarzały nieustanne zagrożenie dla żeglugi państw Osi w regionie. W uznaniu dokonań polskich jednostek podwodnych i nawodnych na trudnym nawigacyjnie i operacyjnie akwenie Morza Śródziemnego, 9 lipca 1948 roku odsłonięta została w Valletta na Malcie, w obecności gubernatora generalnego i przedstawicieli lokalnego rządu, dwujęzyczna tablica pamiątkowa poświęcona ich działalności podczas II wojny światowej. Później przeniesiona została ona na ścianę budynku maltańskiego National War Museum.
„Dzik” przypłynął do Plymouth 8 kwietnia 1944 roku. Następnie okręt został przebazowany do Londonderry, gdzie wcielono go do dywizjonu ćwiczebnego, a następnie do Dundee, gdzie przeprowadzono jego przegląd i remont. W tym czasie na okręcie eksperymentalnie zainstalowano chrapy. 12 grudnia 1944 roku nastąpiła zmiana na stanowisku dowódcy okrętu: Bolesława Romanowskiego, odznaczonego za kampanię śródziemnomorską Krzyżem Srebrnym Orderu Virtuti Militari i awansowanego 3 maja 1944 roku na stopień komandora podporucznika, zastąpił najpierw porucznik Tadeusz Noworól, a od 16 stycznia następnego roku kapitan Andrzej Kłopotowski (Romanowski i Kłopotowski otrzymali też za walki na Morzu Śródziemnym brytyjskie odznaczenie Distinguished Service Cross).
Do zakończenia II wojny światowej „Dzik”, wobec znikomej aktywności Kriegsmarine, przeprowadzał głównie rejsy ćwiczebne. W maju 1945 roku okręt przeszedł do Hartlepool, a wiosną 1946 roku wraz z „Sokołem” do Harwich. 25 lipca 1946 roku opuszczono na ORP „Dzik” biało-czerwoną banderę, przekazując go na powrót Royal Navy. W czasie służby w Marynarce Wojennej okręt odbył 12 patroli bojowych, przepływając 31 440 mil morskich. Wykonał 11 ataków torpedowych i trzy artyleryjskie, zaś zweryfikowana lista jego sukcesów to pięć zatopionych statków o łącznym tonażu ok. 8650 BRT, trzy zatopione promy desantowe oraz jeden uszkodzony statek o tonażu 8257 BRT.
Jednostki przeciwnika zatopione lub uszkodzone przez ORP „Dzik”:
| Data              | Nazwa                   | BRT    | Przynależność                  | Typ ataku    | Wynik ataku                                                     |
| ----------------- | ----------------------- | ------ | ------------------------------ | ------------ | --------------------------------------------------------------- |
| 24 maja 1943      | zbiornikowiec „Carnaro” | 8257   | Włochy                         | torpedowy    | uszkodzony                                                      |
| 15 sierpnia 1943  | frachtowiec „Goggiam”   | 1194   | III Rzesza                     | torpedowy    | zatopiony                                                       |
| 21 września 1943  | frachtowiec „Nikolaus”  | 6486   | III Rzesza                     | torpedowy    | poważnie uszkodzony wysadzony przez Niemców 2 października 1943 |
| 22 września 1943  | prom desantowy          |        | III Rzesza                     | torpedowy    | zatopiony                                                       |
| 22 września 1943  | prom desantowy          |        | III Rzesza                     | torpedowy    | zatopiony                                                       |
| 22 września 1943  | prom desantowy          |        | III Rzesza                     | torpedowy    | zatopiony                                                       |
| 17 listopada 1943 | szkuner „Agios Andreas” | ok. 40 | Grecja (w służbie niemieckiej) | artyleryjski | zatopiony                                                       |
| 9 stycznia 1944   | szkuner „Eleni”         | 90     | Grecja (w służbie niemieckiej) | abordaż      | zatopiony                                                       |
| 9 stycznia 1944   | kuter „Agia Markella”   | ok. 40 | Grecja (w służbie niemieckiej) | abordaż      | zatopiony                                                       |

W służbie pod biało-czerwoną banderą okrętem dowodzili następujący oficerowie:
- 12 grudnia 1942 r. – 11 października 1943 r. kpt. mar. Bolesław Romanowski
- 11 października 1943 r. – 25 listopada 1943 r. por. mar. Andrzej Kłopotowski (p.o.)
- 25 listopada 1943 r. – 12 grudnia 1944 r. kpt. mar. Bolesław Romanowski
- 12 grudnia 1944 r. – 16 stycznia 1945 r. por. mar. Tadeusz Noworól (p.o.)
- 16 stycznia 1945 r. – 25 lipca 1946 r. kpt. mar. Andrzej Kłopotowski[19][20].

## W służbie Danii
W 1946 roku do Wielkiej Brytanii udała się misja oficerów duńskiej marynarki wojennej, mająca obsadzić trzy okręty podwodne. Jednym z nich był dawny „Dzik”. W październiku przekazane jednostki przepłynęły do Danii, gdzie zostały przygotowane do przejęcia przez nowych właścicieli. W lipcu następnego roku na okręcie podniesiono duńską banderę, nadając mu nazwę U1. Koszt trzyletniej dzierżawy ustalono na 13 500 funtów, 10% kwoty, na którą wyceniono okręt w 1946 roku. U1 (od 1950 roku „Springeren”) służył głównie do celów szkoleniowych. Po wejściu Danii do NATO otrzymał numer taktyczny S-321. Odbył szereg rejsów, także zagranicznych, odwiedzając porty szwedzkie, norweskie, brytyjskie i holenderskie. W latach 1953–1954 został wyposażony w chrapy. Służył w Danii do października 1957 roku, kiedy został ostatecznie zwrócony Brytyjczykom i zezłomowany w bazie Royal Navy w Faslane w roku następnym.

## Tradycja nazwy ORP „Dzik” w Marynarce Wojennej
W okresie powojennym nazwę „Dzik” nosiły jeszcze dwa kolejne okręty:
- ORP „Dzik” – trałowiec bazowy projektu 254 M, w służbie w latach 1958–1990[22]
- ORP „Dzik” – okręt podwodny projektu 641 (Foxtrot), w służbie w latach 1988–2003[23].